# Nagua
Nagua – miasto na Dominikanie; stolica prowincji María Trinidad Sánchez, nad Atlantykiem.

## Opis
Miasto założone zostało w 1938 roku, położone jest na północy Dominikany, zajmuje powierzchnię 552,71 km² i liczy 32 035 mieszkańców 1 grudnia 2010.